# آي سو تي بيغو

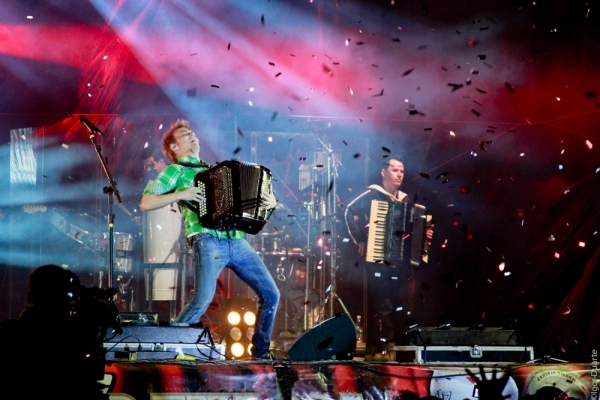
ميشال تيلو خلال حفل موسيقي في كاتالونيا أثناء أدائه للأغنية.

Ai Se Eu Te Pego (تلفظ برتغالي: ‎/ˈaj ˈsj‿ew tʃi ˈpɛɡu/‏, وتعني آه، مذا لو أمسكت بك) هي أغنية برازيلية باللغة البرتغالية للمغنيين «شارون أكيولي» و«أنتونيو ديغيس» وكُتِبت بواسطة كل من «ألين دا فونسيسا»، «أماندا تيكسيرا» و«كارين أسيس فيناغري». وأصدرت سنة 2008.
بعض صدور الأغنية، قُلِّدت من طرف عدة مغنيين من بينهم ميشال تيلو الذي جعل منها أغنية عالمية حيث حققت أعلى المبيعات في 2012 بأكثر من 7 ملايين نسخة مباعة حسب الاتحاد الدولي للصناعة الفونوغرافية. وقد أصدر منها نسخه باللغة الإنجليزية.

## الكلمات
تبدأ الأغنية بعبارة "Nossa! Nossa!" وهي اختصار للكلمة "nossa senhora" وتعني سيدتي، ثم عبارة "Assim você me mata" وتعني لقد قتلتيني وهو تعبير مجازي، ثم "ai, se eu te pego, ai, ai, se eu te pego" وتعني آه، مذا لو أمسكت بك، ثم يعود اللحن للبداية مع كلمات "Delícia, delícia" وهي نفس معنى "Nossa! Nossa!"، فيما بعد تأتي عبارة بمعنى «ليلة السبت، أريد البدأ في الرقص، يبدو أنني محظوظ لتبادل الكلام مع أجمل فتاة هنا».

## نجاح الأغنية
بعد النسخة المقلدة التي قدمها ميشال تيلو، أصبحت الأغينة الأولى في البرازيل، أمريكا اللاتينية وأوروبا.
نسخة ميشال تيلو أصبحت الرقم 1 في البرازيل، أمريكا اللاتينية و23 دولة في أوروبا، أما في الولايات المتحدة فقد تصدرت بيلبورد الموسيقى اللاتينية وبولبورد البوب الاتينين، بالإضافة لاحتلال الأغنية المركز 81 في بيلبورد هوت 100، الشيء الذي جعل من ميشال تيلو ثالث برازيلي يدخل بيلبورد هوت 100.
حققت الأغنية أكثر من 7.2 مليون نسخة مباعة لتحتل المركز السادس في أعلى المبيعات الموسيقية في 2012 حسب الاتحاد الدولي للصناعة الفونوغرافية. كما أصبحت أكثر أغنية محملة في ألمانيا منذ 2006، وفي يوليو 2014 احتلت المركز 90 ضمن قائمة أكثر الأغاني تحقيقا للمبيعات في القرن 21 بفرنسا برصيد 308 ألف نسخة.
على يوتيوب حقق الفيديو الرسمي للأغنية أكثر من 770 مليون مشاهدة بتاريخ أكتوبر 2017.
في 2012 ترشحت الأغنية لجائزة غرامي اللاتينية ضمن فئة أفضل أغنية برازيلية، لكنها خسرت لصالح المغني شيكو بواهكي.

## الشهادات والمراكز

### الشهادات
| البلد     | الاتحاد الموسيقي                                         | الشهادة      | الوحدات المصدقة/مبيعات |
| --------- | -------------------------------------------------------- | ------------ | ---------------------- |
| النمسا    | الاتحاد الدولي للصناعة الفونوغرافية                      | 3× بلاتينيوم | 90,000*                |
| الأرجنتين | الحجرة الأرجنتينية للإنتاجات الفونوغرافية والفيديوغرامية | 7× بلاتينيوم | 140,000^               |
| بلجيكا    | الجمعية البلجيكية للترفيه                                | 2× بلاتينيوم | 60,000*                |
| كندا      | ميوزيك كندا                                              | بلاتينيوم    | 80,000^                |
| الدنمارك  | الاتحاد الدولي للصناعة الفونوغرافية في الدنمارك          | 2× بلاتينيوم | 60,000^                |
| فنلندا    | الاتحاد الدولي للصناعة الفونوغرافية في فنلندا            | ذهبية        | 7,423                  |
| فرنسا     | الإتحاد الوطني للنشر الفونوغرافي                         | ذهبية        | 308,000*               |
| ألمانيا   | الجمعية الفيديرالية للصناعة الموسيقية                    | 3× بلاتينيوم | 900,000^               |
| إيطاليا   | اتحاد صناعة الموسيقى الإيطالية                           | 8× بلاتينيوم | 240,000*               |
| المكسيك   | الاتحاد المكسيكي للإنتاجات الفونوغرافية والفيديوغرامية   | 3× بلاتينيوم | 180,000*               |
| هولندا    | الاتحاد الهولندي للإنتاجات السمعية والبصرية              | 2× بلاتينيوم | 140,000^               |
| النرويج   | الاتحاد الدولي للصناعة الفونوغرافية في النرويج           | 3× بلاتينيوم | 30,000*                |
| إسبانيا   | برودوكوتوريس دي ميوزيكا دي إسبانيا                       | 4× بلاتينيوم | 160,000^               |
| السويد    | الاتحاد السويدي لصناعة التسجيلات                         | 5× بلاتينيوم | 220,000^               |
| سويسرا    | الاتحاد الدولي للصناعة الفونوغرافية في سويسرا            | 6× بلاتينيوم | 180,000^               |

### المراكز
| البلد            | المراكز لسنة 2011                                        | المركز |
| ---------------- | -------------------------------------------------------- | ------ |
| البرازيل         | بيلبورد                                                  | 5      |
| إيطاليا          | اتحاد صناعة الموسيقى الإيطالية                           | 8      |
| إسبانيا          | برودوكوتوريس دي ميوزيكا دي إسبانيا                       | 9      |
| البلد            | المراكز لسنة 2012                                        | المركز |
| الأرجنتين        | الحجرة الأرجنتينية للإنتاجات الفونوغرافية والفيديوغرامية | 2      |
| النمسا           | أو3 النمسا توب40                                         | 1      |
| بلجيكا           | أولتراتوب فلاندر                                         | 1      |
| بلجيكا           | أولتراتوب                                                | 2      |
| البرازيل         | بيلبورد                                                  | 13     |
| كندا             | كاناديان هوت 100                                         | 92     |
| الدنمارك         | تراكليسن                                                 | 2      |
| فنلندا           | تسجيلات فنلندا الرئيسية                                  | 2      |
| فرنسا            | الإتحاد الوطني للنشر الفونوغرافي                         | 1      |
| ألمانيا          | جي إف كاي إنترتاينمنت تشارتس                             | 1      |
| المجر            | اتحاد شركات التسجيلات المجرية                            | 6      |
| إسرائيل          | ACUM                                                     | 9      |
| إيطاليا          | اتحاد صناعة الموسيقى الإيطالية                           | 1      |
| هولندا           | ديتش طوب40                                               | 2      |
| هولندا           | سينغل طوب100                                             | 1      |
| بولندا           | الاتحاد البولندي للصناعة الفونوغرامية                    | 1      |
| إسبانيا          | برودوكوتوريس دي ميوزيكا دي إسبانيا                       | 1      |
| السويد           | سويرجتوبليستان                                           | 7      |
| السويد           | ديجيليستان                                               | 2      |
| سويسرا           | هيت باراد سويسرا                                         | 1      |
| الولايات المتحدة | أفضل أغنية لاتينية من بيلبورد                            | 5      |
| الولايات المتحدة | أفضل أغنية بوب لاتينية من بيلبورد                        | 1      |
| الولايات المتحدة | بيلبورد تروبيكال آيربلاي                                 | 31     |
| فنزويلا          | ريكورد ريبورت                                            | 85     |
| العالم           | الاتحاد الدولي للصناعة الفونوغرافية                      | 6      |